# Euproctis armandvillei
Euproctis armandvillei är en fjärilsart som beskrevs av Charles Oberthür 1894. Euproctis armandvillei ingår i släktet Euproctis och familjen tofsspinnare. Inga underarter finns listade i Catalogue of Life.